# Ragnar af Geijerstam
Carl Fredrik Ragnar af Geijerstam, född 13 december 1901 i Rockhammar, Fellingsbro församling, Örebro län, död 26 november 1946 i Bromma församling, Stockholm, var en svensk författare, manusförfattare och översättare. Han var gift med Brita af Geijerstam.
Ragnar af Geijerstam är begravd på Lidingö kyrkogård.

## Översättningar (urval)
- Fred Walker: Till okänd ort: en äventyrares liv (Destination unknown) (Hökerberg, 1935)
- Victor Canning: Mr. Finchley upptäcker England (Mr. Finchley discovers his England) (Hökerberg, 1935)
- Ernest Raymond: Fräls oss ifrån ondo (We, the accused) (Hökerberg, 1936)
- Irving Fineman: Doktor Addams (Doctor Addams) (översatt tillsammans med Hilda Holmberg, Geber, 1941)

## Filmmanus
- 1944 – På farliga vägar
- 1947 – Ingen väg tillbaka